# Leahea Grammatico
Leahea Grammatico, auch Leahea F. Grammatico (* 3. Dezember 1927 in Indiana; † 4. September 1997, in South San Francisco, San Mateo County, Kalifornien), war eine amerikanische Pädagogin und Pionierin der auditiv-verbalen Erziehung.

## Leben und Werk
1967 gründete die Gehörlosenlehrerin Leahea Grammatico mit neun San Francisco Bay Area Familien die Non-Profit-Organisation Jean Weingarten Peninsula Oral School for the Deaf (JWPOSD) in Redwood City, Kalifornien, um die erzieherischen und entwicklungsmäßigen Bedürfnisse von gehörlosen und schwerhörigen Kindern zu fördern und ihre Familien zu unterstützen.
Sie wurde Direktorin der Schule und leitete sie bis zu ihrer Pensionierung im Jahr 1991. In dieser Zeit baute sie das Angebot der Schule mit Eltern-Babys, Vorschul-, Kindergarten und Unterstufenschule und Nachhilfeunterricht aus. Sie förderte eine Lernumgebung, bei der das Restgehör maximal ausgenutzt wurde und die Entwicklung der lautsprachlichen Kommunikation durch interessante, interaktive und kognitive Lehrpläne. Mit der Entwicklung der lautsprachlichen Fähigkeiten in kleinen Gruppen und einer täglichen individuellen Therapie, bei der auch die Eltern eingebunden wurden, gewannen die Schüler an Selbstvertrauen und an Motivation zum Lernen.
Um das Restgehör der gehörlosen Kinder optimal zu verstärken, arbeitete Grammatico mit einer Hörgerätefirma zusammen. Sie entwickelte ein Masterhörgerät, das Audiometer, mit dem sie das individuelle Hörbedürfnis jedes Kindes ermitteln konnte, damit die Hörgerätefirma das Hörgerät speziell auf das Kind anpassen konnte. Zusammen mit innovativen Strategien um die Hörfähigkeit zu verbessern, konnten diese Kinder eine natürliche Lautsprache erlernen. Das Programm von Leahea Grammatico vereinigt in beispielhafter Weise Hörerziehung, Spracherziehung und kognitive Förderung.
Die Schule wurde mit der Zeit zu einem international anerkannten Kompetenzzentrum für gehörlose Kleinkinder. Sie ist beim State of California Department of Special Education akkreditiert und bildet eine Lehreinrichtung für Studenten verschiedener Universitätsprogramme. Heute hat die Schule eine der höchsten Raten an Kindern mit bilateralen Cochlearimplantaten.
2003 wurde das Leahea Grammatico Family Center auf dem Schulcampus für Kinder gebaut, die sich aufgrund des Neugeborenenhörscreening-Programmes bei der Schule anmelden.

## Ehrungen
- 1974 Programm of the Year Award für die ausgezeichnete Arbeit der Jean Weingarten Peninsula Oral School for the Deaf
- 1978 Who's Who of American Women

## Veröffentlichungen
- Curriculum for the preschool deaf child, Alexander Graham Bell Association for the Deaf, Washington D.C. 1974
- The Development of Listening Skills. Alexander Graham Bell Association for the Deaf Washington D.C. 1974